# George Innes & Co.
George Innes & Co. war ein australischer Hersteller von Fahrrädern und Automobilen.

## Unternehmensgeschichte
George Innes, der aus Tasmanien stammte, gründete das Unternehmen in Sydney. Zunächst stellte er Fahrräder her. 1903 begann die Produktion von Automobilen. Der Markenname lautete Innes. 1906 endete die Automobilproduktion.
George Innes und Charles Innes gründeten nach dem Ersten Weltkrieg die Lincoln Motor Co. in Sydney, wobei es unklar ist, ob es der gleiche Charles Innes war.

## Fahrzeuge
Eine Quelle nennt ein Modell mit einem Einzylindermotor und ein Modell mit einem Vierzylindermotor, wobei die Motoren in Australien hergestellt wurden.
Eine andere Quelle gibt eine Verbindung zu einem unbekannten französischen Hersteller an. Die Motoren kamen demnach von De Dion-Bouton. Der 9 HP hatte einen Zweizylindermotor mit 1770 cm³ Hubraum und wog 763 kg. Der 19 HP hatte einen Vierzylindermotor mit 3770 cm³ Hubraum und wog 1155 kg. Beide Modelle hatte ein Dreiganggetriebe.

## Rennsport
H. R. Arnott kaufte zwei Fahrzeuge und setzte sie 1905 erfolgreich beim Dunlop Reliability Trail ein.